# Bittacus brunipennis
Bittacus brunipennis is een schorpioenvlieg uit de familie van de hangvliegen (Bittacidae). De wetenschappelijke naam van de soort is voor het eerst geldig gepubliceerd door Collucci & Amorim in 2000.
De soort komt voor in Brazilië.